# Orchesia minuta
Orchesia minuta es una especie de coleóptero de la familia Tetratomidae.

## Distribución geográfica
Habita en la Isla King (Australia).